# Stora Vrången (Vimmerby socken, Småland)
Stora Vrången är numera två väl åtskilda sjöar i en våtmark i Vimmerby kommun i Småland och ingår i Botorpsströmmens huvudavrinningsområde.